# Gentiaan
Gentiaan (Gentiana) is een geslacht uit de gentiaanfamilie (Gentianaceae). Het geslacht kent ongeveer vierhonderd soorten, die voornamelijk in gematigde bergstreken van het noordelijk halfrond en de Andes voorkomen. In Europa komen 35 soorten voor, vooral in de Alpen. Het geslacht baardgentiaan (Gentianella) werd met onder meer de soort veldgentiaan (Gentianella campestris) voorheen ook ingedeeld bij de gentianen.
In veel Europese landen, waaronder Nederland en Duitsland, zijn alle soorten beschermd.
De naam gentiaan is ontleend aan Gentius, koning van Illyrië, die de genezende eigenschappen ontdekt zou hebben.
De wortels van enige soorten worden gebruikt voor de bereiding van de Franse kruidendrank Suze en het Franse likeur Salers uit de gelijknamige plaats, voor het bittermiddel 'amarum', als geneesmiddel en als eetlustopwekkend middel. Voor schnaps worden de grotere soorten gebruikt, vooral de geel bloeiende Gentiana lutea.

## Selectie van soorten
In Nederland en België komen van onderstaande soorten enkel de klokjesgentiaan en de kruisbladgentiaan voor.
- Beierse gentiaan (Gentiana bavarica)
- Blaasgentiaan (Gentiana utriculosa)
- Chinese herfstgentiaan (Gentiana sino-ornata)
- Gele gentiaan (Gentiana lutea)
- Gestippelde gentiaan (Gentiana punctata)
- Grootbloemige gentiaan (Gentiana clusii)
- Klokjesgentiaan (Gentiana pneumonanthe)
- Kochs gentiaan (Gentiana acaulis)
- Kruisbladgentiaan (Gentiana cruciata)
- Smalbladige gentiaan (Gentiana angustifolia)
- Sneeuwgentiaan (Gentiana nivalis)
- Voorjaarsgentiaan (Gentiana verna)
- Purpergentiaan (Gentiana purpurea)
- Zijdeplantgentiaan (Gentiana asclepiadea)

## Ecologische aspecten
Gentianen fungeren als waardplant voor een aantal vlinders en motten, zoals een ondersoort van het bloemenblauwtje (Glaucopsyche alexis melanoposmater), Grammia quenseli, Mellicta varia en Stenoptilia graphodactyla.

## Weetjes
- De gentiaan komt voor op het Oostenrijkse muntstuk van 1 eurocent.
- Gentiaan wordt gebruikt in het aperitief Suze.
- In 1972 scoorde Heino (zanger) een hit met het nummer 'Blau blüht der Enzian' waarin hij de blauwe gentiaan bezingt.